# Gustaf Hammarsten
Carl Gustaf Hammarsten (født 2. september 1967 i Stockholm) er en svensk skuespiller.

## Liv og karriere
Efter at have overvejet en karriere i reklamebranchen besluttede Gustaf Hammarsten i sidste ende at fokusere på skuespil. Han uddannede sig på Calle Flygare Teaterskola og studerede derefter på Teaterhögskolan i Stockholm, hvor han tog eksamen i 1995. Allerede i begyndelsen af 1990'erne fik han sin filmdebut i Den gode vilje, hvor han havde en mindre rolle.
Hammarsten har også eksempelvis medvirket i film som Brüno (2009), The Girl with the Dragon Tattoo (2011) og Kursk (2018), samt tv-serier som Maria Wern, Helt perfekt og Mord i Skærgården. Han er desuden tilknyttet Stockholms stadsteater.

## Privatliv
Hammarsten har siden 1998 været samboende med skuespillerinden Jessica Liedberg. Sammen har de tre børn, deriblandt Ella Hammarsten Liedberg (født 2004), der er gået i sine forældres fodspor.

## Udvalgt filmografi
- Den gode vilje (1992)
- Chefen fru Ingeborg (tv-serie, 1993)
- Tillsammans (2000)
- Beck (tv-serie, 2002)
- Cleo (tv-serie, 2002-2003)
- Capricciosa (2003)
- Det næste skridt (2005)
- Kvarteret Skatan (tv-serie, 2006)
- Den man elsker (2008)
- Hjerteslag (tv-serie, 2008)
- Brüno (2009)
- The Girl with the Dragon Tattoo (2011)
- Maria Wern (tv-serie, 2011)
- Tyvenes jul (tv-serie, 2011)
- Hamilton: I nationens interesse (2012)
- Wallander (tv-serie, 2013)
- Hokus Pokus Alfons Åberg (animationsfilm, 2013)
- Stockholm Stories (2013)
- Tyvenes jul - Troldmandens datter (2014)
- Midnattssol (tv-serie, 2016)
- Lords of chaos (2018)
- Kursk (2018)
- Helt perfekt (tv-serie, 2019)
- Mord i Skærgården (tv-serie, 2020-2024)
- Old (2021)
- Parlement (tv-serie, 2022-2024)
- Dr. Death (tv-serie, 2023)
- Tillsammans 99 (2023)